# Андроник IV Палеолог
Андроник IV Палеолог (на гръцки: Ανδρόνικος Δ' Παλαιολόγος) е византийски император в периода 1376 – 1379 г.

## Произход
Андроник IV е най-възрастният син на император Йоан V Палеолог от брака му с Елена Кантакузина, дъщерята на император Йоан VI Кантакузин. Негов по-малък брат е император Мануил II Палеолог.

## Престолонаследник на Византия
На 17 август 1355 г. Св. Синод на Цариградската патриаршия одобрява проекта за сключването на брак между Андроник и дъщерята на българския цар Иван Александър – Мария Българска. Бракът е бил сключен, когато Андроник е едва на девет години, а и съпругата му била приблизително на същата възраст. Причината за ранния брак била чрез него да се укрепи съюзът между България и Вазантия за борба с настъпващите османци.
През 1373 г. Андроник IV се сговоря със сина на султан Мурад I Савджъ да извършат преврат, като всеки от тях детронира баща си. Превратите обаче се провалят. Мурад ослепява Исмаил, като избожда очите му с нож. Йоан V нарежда да ослепят Андроник с горещ оцет, а след това същата съдба сполетява и сина му Йоан (бъдещият Йоан VII Палеолог). Така обаче те запазват частично зрението си.

## Управление
През 1376 г. Андроник и съпругата му успяват да избягат с помощта на генуезците от кулата, в която са затворени. Андроник IV обещава на турския султан да му върне крепостта Галиполи, в замяна на което Мурад I се задължава да му помогне срещу баща му Йоан V и брат му Мануил. Начело на конница от турци и малко византийци Андроник овладява Константинопол, след което хвърля в затвора баща си и брат си. През 1377 г. Йоан VII е коронясан за съимператор на баща си.
Венеция вижда, че Андроник изпада в зависимост от Генуа (генуезци му помагат да избяга от затвора), което е неприемливо за нея, имайки предвид търговските „апетити“ на републиката към Византия. Мурад също продължава да се намесва активно в делата на Империята, която смята за своя васална държава. През 1379 година той, заедно с венецианците, оказва помощ на Йоан срещу Андроник и генуезците и обсажда Галата, като през 1381 година поставя двамата претенденти за съимператори.
Андроник запазва титула си на съимператор и се оттегля в област близо до Цариград, където умира преди баща си, на 28 юни 1385 година. Пет години по-късно, през 1390 г., синът на Андроник IV и Кераца Българска – Йоан, сваля от трона дядо си Йоан V и става император под името Йоан VII Палеолог. Властта му обаче продължава само пет месеца, тъй като султан Баязид I възстановява дядо му на трона.

## Семейство
От брака си с Кераца Мария, дъщерята на цар Иван-Александър, Андроник IV имал няколко деца, като синът му Йоан VII Палеолог управлявал за кратко като император през 1390 г.